# Frymburk (district de Český Krumlov)
Pour les articles homonymes, voir Frymburk.
Frymburk (en allemand : Friedberg) est un bourg (městys) du district de Český Krumlov, dans la région de Bohême-du-Sud, en République tchèque. Sa population s'élevait à 1 304 habitants en 2020.

## Géographie
Frymburk se trouve au bord du réservoir de Lipno, un lac artificiel formé par le barrage de Lipno sur la Vltava, à 21 km au sud-ouest de Český Krumlov, à 42 km au sud-ouest de České Budějovice et à 159 km au sud de Prague.
La commune est limitée par Černá v Pošumaví au nord-ouest et au nord, par Světlík au nord-est, par Malšín et Vyšší Brod à l'est, par Lipno nad Vltavou et Přední Výtoň au sud, et par l'Autriche à l'ouest.

## Histoire
La première mention écrite du village date de 1395. Frymburk a le statut de městys depuis le 23 janvier 2007.

## Administration
La commune se compose de quatre quartiers :
- Blatná
- Frymburk
- Kovářov
- Milná